# Походы Красной армии
«Походы Красной армии» — название, употреблявшееся советской пропагандой для описания кампаний или попыток военно-политической аннексии прилегавших к СССР (до 1922 года — к РСФСР) стран и территорий, а также карательных экспедиций внутри самого СССР для подавления антисоветских выступлений и восстаний. Ряд «походов» провалились из-за ожесточённого сопротивления местных войск или по другим причинам. А именно:

## Перечень
- Прибалтийский поход (1918) (провалившийся)
- Дальневосточный поход (1918) (провалившийся)
- Польский поход (1919) (провалившийся)
- Индийский поход (1919) (несостоявшийся)
- Энзелийский поход (1920)
- Персидский поход (1920) (провалившийся)
- Тамбовский поход (1920)
- Кронштадтский поход (1921)
- Туркестанский поход (1923)
- Поход против Нажмудина (1925)
- Афганский поход (1929)
- Маньчжурский поход (1929)
- Афганский поход (1930)
- Синьцзянский поход (1934)
- Испанский поход (1937)
- Синьцзянский поход (1937)
- Маньчжурский поход (1939)
- Западный поход (1939)
- Польский поход (1939)
- Финский поход (1939)
- Бессарабский поход (1940)
- Прибалтийский поход (1940)
- Иранский поход (1941)
- Туркестанский поход (1944)
- Дальневосточный поход (1945)
- Маньчжурский поход (1945)

## Подготовка к «походам» и сопутствовавшие им мероприятия
Подготовка к «походам» и стягивание войск к границе проводились в условиях строжайшей секретности под видом «учений». Кроме того, походам предшествовала продолжительная возгонка ненависти в отношении тех наций, которые предстояло «освобождать», начинавшаяся, как правило, за полгода—год до самого «похода» и включавшая в себя идеологическую обработку советского населения на разного рода собраниях, политзанятиях, политинформациях, «молниях», «летучках». Перед крупными «походами» советским художникам поручалось подготовить агитплакаты соответствующего содержания, а советские поэты и композиторы получали указание сочинить какие-нибудь патриотические произведения на тему предстоящего «похода» („Броня крепка“, „И летели наземь самураи“, „Принимай нас, Суоми-красавица“ и т. п.). Против военных в этих странах работала мощнейшая пропаганда на их языках, в том числе по радио и в форме тоннами разбрасываемых с самолётов агитационных листовок, нередко отпечатанных под видом страниц из местных газет, с призывами сложить оружие и сдаваться Красной армии с обещанием, что их немедленно «отпустят по домам» (в действительности их, как правило, ждали лагеря или расстрел). Кроме военных, советский агитпроп заблаговременно подготавливал прессу и агитматериалы для рядового населения на «освобождаемых» территориях. Кроме того, в готовности к продвижению советских войск дежурили заранее сформированные в Москве марионеточные правительства для «освобождаемых» стран. Сталин делал ставку на заблаговременное формирование «пятой колонны» в тылу противника, поэтому русскоговорящая диаспора в этих странах, если она существовала, перед «походами» активно вербовалась советской разведкой для содействия продвижению советских войск, диверсионных действий в тылу местных войск, саботажа, выхода на разные демонстрации с транспарантами «Требуем присоединения к СССР!» и т. п. С прилегавшей к границе территории в Сибирь, Среднюю Азию и на Дальний Восток массово депортировалось местное коренное население, вместо него туда массово свозилось и заселялось русскоговорящее население из уже имеющихся советских республик. Такие же мероприятия по выселению местного нерусскоговорящего населения проводились советскими властями и на «освобождаемых» территориях, там, где это считалось нужным для советских интересов — это называлось «братской помощью молодым республикам», «направлением опытных кадров» и т. п. эпитетами, а чтобы закамуфлировать исчезновение целых слоёв местного населения и объяснить произошедшую подмену и этносоциальные преобразования, о депортированных говорилось, что они «сменили местожительство и место работы». Ввозимое русскоговорящее население не только не владело местными языками, но и понятия не имело ни о местных обычаях, ни о культуре «присоединённых» стран. После их ввоза в страну, там традиционно происходило разворовывание и вывоз «на родину» всей инфраструктуры, имущества и ценностей, оставшихся от предыдущего режима. По такому же принципу формировались и правящие компартии «молодых республик», туда набирали только ввезённых русскоговорящих, а зарекомендовавших себя во время «присоединения» местных коллаборантов принимали в индивидуальном порядке и то, только для виду, на ничего на значившие должности, как правило связанные с повседневной общественно-политической работой, чтобы демонстрировать их оставшейся части не говорившего по-русски местного населения. Местное духовенство, как католическое, так и православное, но не находившееся под контролем Кремля, искоренялось, вместо них НКВД завозило подготовленные кадры из РПЦ МП, которым передавались изъятые у местных конфессий культовые сооружения — храмы, соборы и церкви.